# ЕСАЛП
Европейският съвет на асоциациите на литературните преводачи (ЕСАЛП) е международна организация с нестопанска цел, създадена в защита на литературния превод и литературните преводачи в Европа. Членовете ѝ са асоциации на литературните преводачи от различни европейски страни, а седалището ѝ е в Брюксел. Официални езици на ЕСАЛП са английски и френски.

## История
По време на Assises de la traduction littéraire (Сесии по литературен превод) в Арл през 1987 г. се провежда неформална среща на литературни преводачи, които изразяват желание да основат своя асоциация на европейско ниво. През 1991 г. в Прочида Европейският съвет на асоциациите на литературните преводачи се основава официално като международна организация с нестопанска цел, регулирана по белгийското законодателство. Основатели са преводачески асоциации от Австрия, Белгия, Германия, Гърция, Испания, Италия, Франция, Холандия и Швейцария. Понастоящем ЕСАЛП се състои от 34 асоциации от 28 европейски страни, представящи над 10 000 литературни преводачи. Между 2000 и 2012 г. към ЕСАЛП се присъединяват голяма част от асоциациите от Източна Европа и Турция.

## Цели
Съветът има за цел да представя интересите на литературните преводачи пред всякакви национални и интернационални власти, най-вече пред Европейската комисия и Съвета на Европа. Членовете на асоциацията отстояват позицията на литературните преводачи на различни национални и интернационални форуми, посветени на литературния превод и положението на литературните преводачи. Осъществяването на целите на организацията включва промоцирането и подобряването на материалния, моралния и правен статут на литературните преводачи в европейски мащаб с оглед осигуряване на доброто качество на литературния превод в Европа. Във вътрешен план Съветът се стреми да улеснява размяната на идеи и информация между асоциациите на литературните преводачи в различните европейски страни.

## Членове
Членове на ЕСАЛП са асоциации на литературните преводачи от Австрия, Белгия, Босна и Херцеговина, България, Великобритания, Германия, Гърция, Дания, Ирландия, Испания, Италия, Каталония, Литва, Норвегия, Полша, Португалия, Румъния, Словакия, Словения, Страната на баските, Сърбия, Турция, Унгария, Финландия, Франция, Холандия, Хърватия, Чехия, Швейцария, Швеция.